# Pacoh
Le pacoh est une langues katuiques parlée au Laos et au Vietnam.

## Classification
Le pacoh appartient au groupe des langues katuiques dans le rameau oriental de la branche môn-khmer des langues austroasiatiques.